# Liste der Monuments historiques in Soultz-sous-Forêts
Die Liste der Monuments historiques in Soultz-sous-Forêts führt die Monuments historiques in der französischen Gemeinde Soultz-sous-Forêts auf.

## Liste der Bauwerke
| Bezeichnung                     | Beschreibung                                                                              | Standort                                                      | Kennzeichnung | Schutzstatus   | Datum     | Bild           |
| ------------------------------- | ----------------------------------------------------------------------------------------- | ------------------------------------------------------------- | ------------- | -------------- | --------- | -------------- |
| Maison Müntz                    | Wohnhaus, zwischen 1807 und 1815 erbaut, Entwurf möglicherweise von Friedrich Weinbrenner | 48 rue du Docteur Michel Deutsch (Lage)                       | PA67000008    | Inscrit        | 1996      | weitere Bilder |
| Synagoge                        | 1897 erbaut                                                                               | Rue de la Bergerie (Lage)                                     | PA00132522    | Inscrit        | 1994      | weitere Bilder |
| Protestantische Kirche          | Chor um 1500, Schiff und Turm von 1730                                                    | Rue des Barons de Fleckenstein (Lage)                         | PA00085007    | Inscrit        | 1983      | weitere Bilder |
| Simultankirche St-Jean-Baptiste | Hohwiller, rue Principale                                                                 | Chor mit Wandmalereien, 1491; Schiff und Turm von 1780 (Lage) | PA00084752    | Classé Inscrit | 1898 1997 | weitere Bilder |

## Liste der Objekte
| Bezeichnung                                                                              | Beschreibung                                    | Standort                                      | Kennzeichnung | Schutzstatus | Datum | Bild |
| ---------------------------------------------------------------------------------------- | ----------------------------------------------- | --------------------------------------------- | ------------- | ------------ | ----- | ---- |
| Drei Grabsteine für Mitglieder der Familie Fleckenstein                                  | Sandstein, 14. und 16. Jahrhundert              | in der protestantischen Kirche (Lage)         | PM67000781    | Classé       | 1995  |      |
| Grabdenkmal für François Antoine Philbert                                                | Sandstein, um 1778                              | in der protestantischen Kirche (Lage)         | PM67001768    | Inscrit      | 1996  |      |
| Wappenstein Andlau-Fleckenstein                                                          | Sandstein, 13. Jahrhundert                      | außen an der protestantischen Kirche (Lage)   | PM67001769    | Inscrit      | 1996  |      |
| Grabstein für Friedrich von Fleckenstein                                                 | Sandstein, 1568                                 | in der protestantischen Kirche (Lage)         | PM67001770    | Inscrit      | 1995  |      |
| Grabstein für Anna Kämmerer von Worms genannt von Dalberg                                | Sandstein, um 1563                              | in der protestantischen Kirche (Lage)         | PM67001771    | Inscrit      | 1995  |      |
| Grabstein für Jakob von Fleckenstein und Gertrude Kämmerer von Worms genannt von Dalberg | Sandstein, drittes Viertel des 16. Jahrhunderts | in der protestantischen Kirche (Lage)         | PM67001772    | Inscrit      | 1995  |      |
| Grabstein für Philipp von Fleckenstein                                                   | Sandstein, 1551                                 | in der protestantischen Kirche (Lage)         | PM67001773    | Inscrit      | 1995  |      |
| Grabstein für Anna von Bödigheim-Fleckenstein                                            | Sandstein, um 1664                              | in der Simultankirche St-Jean-Baptiste (Lage) | PM67000811    | Classé       | 1998  |      |
| Opferstock                                                                               | Eichenholz, 1787                                | in der Simultankirche St-Jean-Baptiste (Lage) | PM67000812    | Classé       | 1998  |      |
| Gemälde Abraham verstößt Hagar und Ismael                                                | Ölfarbe auf Leinwand, Ende des 18. Jahrhunderts | im protestantischen Pfarrhaus (Lage)          | PM67001774    | Inscrit      | 1995  |      |